# Dedwen
Dedwen vagy Dedun (ddwn) núbiai istenség, akit már az óbirodalom idején ismertek Egyiptomban is. A Piramisszövegek említik núbiai istenként, úgy tűnik, imádata nem terjedt túl Núbia határain, itt azonban a fáraók több templomban is tisztelték. Már legkorábbi említésekor is a tömjén istene, ami akkoriban luxusterméknek minősült és főként Núbiából érkezett Egyiptomba. Emiatt a jólét és gazdagság istenének is számított. Úgy tartották, tömjént éget az uralkodócsaládban történt születéseknél.
Ábrázolása antropomorf, külön megkülönböztető jegyekkel nem rendelkező férfialak. Nevét az Óbirodalom idején néha egy madárral írják, magát az istent azonban nem ábrázolták madárként. Később oroszlánfejjel is ábrázolják.
Szemna közelében, Kumna erődben III. Szenuszert épített Hnumnak és Dewennek szentelt templomot, majd Uronarti szigetén III. Thotmesz templomot emelt Dedwennek és III. Szenuszertnek; ugyanő az ellesziai templomban is megemlíti az istenek között. A ptolemaida korban Kalabsában épült kis kápolnája.